# 委内瑞拉人民团结
委内瑞拉人民团结（西班牙語：Unidad Popular Venezolana，缩写为UPV）是委内瑞拉的一个左翼政党。该党成立于2004年2月6日。2007年，该党决定自行解散，使其成员加入即将成立的委内瑞拉统一社会主义党。2008年，一些不愿意加入委内瑞拉统一社会主义党的原委内瑞拉人民团结成员宣布重建该党。该党是西蒙·玻利瓦尔大爱国极点的成员。